# José Roberto Arruda
José Roberto Arruda (Itajubá, 5 de enero del 1954) es un político brasileño miembro del PFL. Fue elegido diputado federal en 2002 y concurrió a las elecciones a la gobernadoría del 2006. En ellas consiguió la victoria en la primera vuelta superando levemente el 50% de los votos.
Participó en el gobierno de Joaquim Domingos Roriz, elegido gobernador en 1991. Al principio, Arruda, estuvo en el PP junto a Roriz. Sin embargo tras una fusión del PP, Arruda abandona a su mentor y se marcha al PSDB. Antes de las elecciones a gobernador se marchó al PFL, partido al que ahora pertenece.
El jueves 11 de febrero del 2010 se dieron a conocer unas grabaciones que muestran a Arruda recibiendo sobornos de empresarios beneficiados por contrato con el gobierno de Brasilia y también en donde se puede observar al Gobernador ofreciendo soborno a un periodista para que no publique sus conocimientos sobre la corrupción existente en el distrito. Los escándalos de corrupción hicieron que el tribunal electoral del Distrito Federal decidiera, por un solo voto de diferencia, cesarle de su puesto en marzo de ese mismo año.